# 国际主义工人左翼
国际主义工人左翼（希臘語：Διεθνιστική Εργατική Αριστερά，缩写为）是希腊的一个托洛茨基主义政党。该党成立于2001年，分裂自社会主义工人党（国际社会主义倾向希腊分支）。它的意识形态是革命社会主义、马克思主义、托洛茨基主义。它的政治立场是极左翼。总部位于雅典。该党曾经参加激进左翼联盟和人民团结。该党曾是第四国际的常驻观察员。